# Carl Brisson

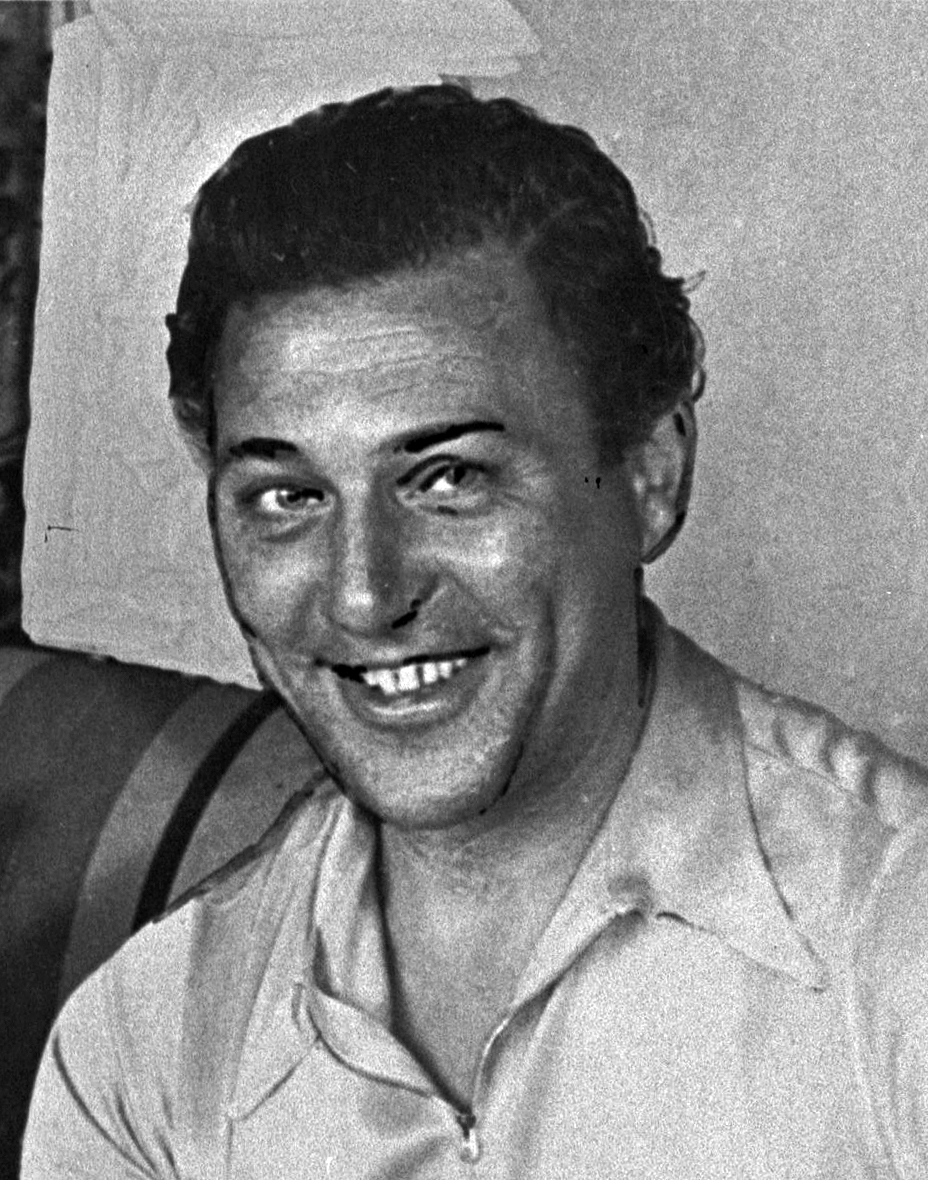
Carl Brisson während seiner Zeit in Hollywood (1935)

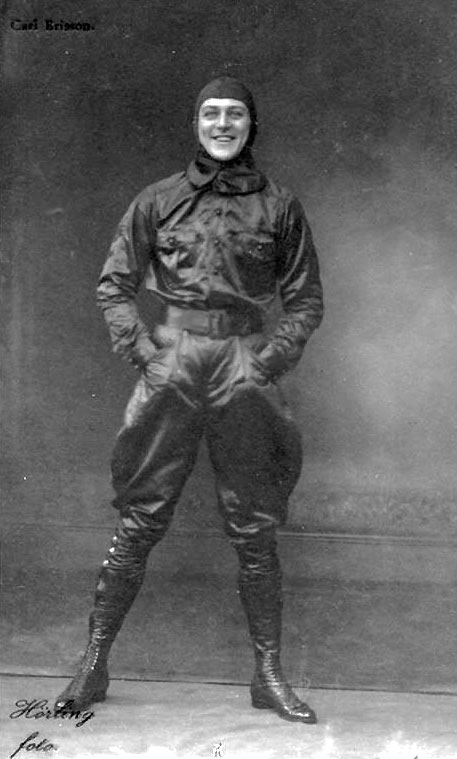
Carl Brisson um 1920

Carl Brisson (* 24. Dezember 1893 in Kopenhagen als Carl Frederik Ejnar Pedersen; † 25. September 1958 ebenda) war ein dänischer Schauspieler.

## Leben und Karriere
In den 1910er-Jahren war Brisson zeitweise als Boxer im Mittelgewicht erfolgreich, ehe er sich der Schauspielerei zuwandte. Er galt in England lange auch dank seiner Tenorstimme als ein beliebter und verehrter Bühnenschauspieler, zu seinen Paraderollen zählte Graf Danilo in Die lustige Witwe.
Obwohl er sich hauptsächlich als Bühnendarsteller sah, drehte er zwischen 1918 und 1935 auch 13 Kinofilme, in denen er jeweils der Hauptdarsteller war. Er spielte den Protagonisten in Der Weltmeister (1927) und Der Mann von der Insel Man (1929), zwei Stummfilmen unter Regie von Alfred Hitchcock. Nach seinen Filmerfolgen in Dänemark und England drehte er seine letzten Filme in Hollywood. In Mitchell Leisens Murder at the Vanities stellte er Arthur Johnstons bekanntes Lied „Cocktails for Two“ erstmals vor. Obwohl er auch in seinen Hollywood-Filmen die Hauptrolle innehatte, konnte er sich dort nicht dauerhaft als Star etablieren und kehrte nach Europa zurück, wo er seine Bühnenkarriere fortsetzte.
Brisson war von 1915 bis zu seinem Tod mit Cleo Willard Brisson verheiratet. Sein Sohn war Frederick Brisson (1912–1984), der später als Filmproduzent in den USA tätig und mit der Schauspielerin Rosalind Russell verheiratet war.

## Filmografie
- 1918: Fesseln der Nacht (De mystiske fodspor)
- 1927: Der Weltmeister (The Ring)
- 1929: Der Mann von der Insel Man (The Manxman)
- 1929: Chelsea Nights (Kurzfilm)
- 1929: Die Verführerin (Hjärtats triumf)
- 1929: The American Prisoner
- 1930: Knowing Men
- 1930: Song of Soho
- 1933: Prince of Arcadia
- 1934: Du bist für mich die schönste Frau (Two Hearts in Waltz Time)
- 1934: Murder at the Vanities
- 1934: All the King’s Horses
- 1935: Ship Cafe